# Mk 84

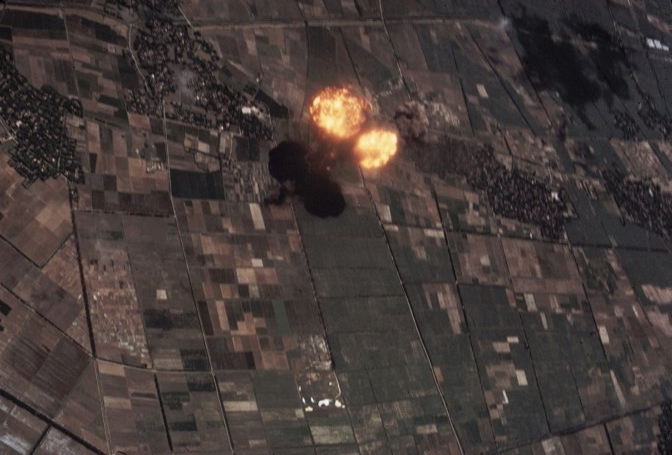
1972년 월맹에 투하된 마크 84 폭탄

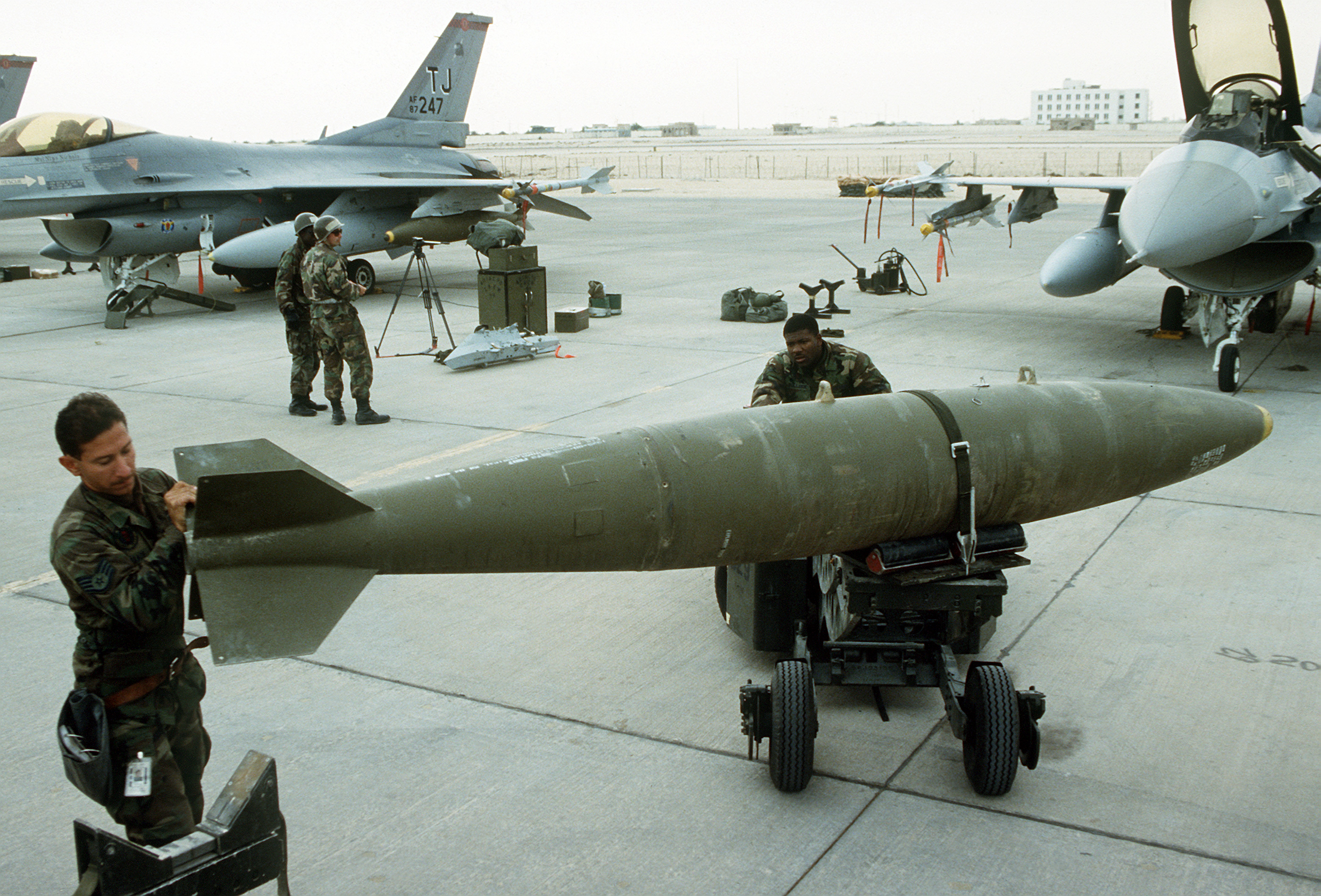
1991년 걸프전쟁에서 미공군 F-16 전투기에 장착중인 마크 84 폭탄

Mk 84 또는 BLU-117은 미국의 2000 파운드 범용폭탄이다.

## 개발
마크 80 시리즈 중에서 가장 대형 폭탄이다. 베트남 전쟁 당시 개발되어 사용되었다. 베트남 전쟁 당시 가장 대형 폭탄은 15,000 파운드(6,803.9 kg) BLU-82 "데이지 커터" 폭탄이며, 마크 84는 2번째 대형 폭탄이었다.
현재는 22,600 파운드 (10,251.2 kg) GBU-43 공중폭발 대형폭탄이 최대여서, 마크 84는 세번째 대형 폭탄이다.
마크 84에 정밀유도 키트를 부착하면 GBU-24 페이브웨이 III가 된다. 1991년 걸프전에서 F-111F 전폭기가 GBU-24 1,181기를 투하했다. 무유도 Mk 80 시리즈 폭탄의 CEP는 100 m인데, 레이저 유도 키트를 장착하면 CEP가 1m로 줄어든다.
GBU-24 페이브웨이 III를 F-117A 스텔스 폭격기에 맞춰 개량한 GBU-27 페이브웨이 III도 걸프전에 투하했다.
마크 84가 터지면 50 피트(15.2 m) 직경에 36 피트(11.0 m) 깊이의 구덩이가 생긴다. 폭탄은 15 인치(381.0 mm)의 강철을 뚫으며, 11 피트(3.4 m)의 콘크리트를 뚫는다. 400 야드(365.8 m) 직경의 인명을 살상한다.
스텔스 폭격기 F-117A 처럼, F-35 스텔스 전투기는 마크 84 2발을 내부무장창에 탑재할 수 있다.

## 이라크 원전
1981년 6월7일 오후 2시55분(현지시간) 이스라엘 남부 에치온 공군기지(Etzion Air Force Base)에서 F-16 전투기 8대와 F-15 요격기 2대가 이라크를 향해 발진했다. F-16은 MK84를 2개씩 장착했고 F-15가 좌우/후미에서 각각 2대씩 호위를 담당했다. 이라크 영공에서 레이더망을 피하기 위해 30 m의 초저공 비행을 하다가 오시라크 원자로 동쪽 20 km 부근에서 2000 m까지 급상승 후 원자로를 향해 급강하 폭격을 실시했다.
MK84 폭탄은 5초 간격으로 터지도록 시한장치가 돼 있었다. 첫 폭탄 2개는 원자로의 외벽을 폭격했고 이후 5초마다 다음 전투기가 외벽이 파괴된 원자로에 폭탄을 투하했다. 마지막 2개의 폭탄은 지하의 원자로까지 침투했다. 폭탄 16개 중 불발탄 2개를 제외한 14발이 원자로에 적중했고 이라크 최초의 원전 시설이 파괴됐다.

## 미사일
마크 84를 탄도 미사일에 탑재하여 발사하면, 미사일이 마하 7∼8가량의 속도로 지상에 낙하하기 때문에, 항공기에서 투하하는 경우 보다 수십배의 파괴력과 지하 관통력을 가진다.

## 대한민국

### 2017년
2017년 8월 29일 오전 5시 57분, 평양 순안 비행장에서 중장거리탄도미사일(IRBM) 화성 12호를 발사했다. 사상 최초로 일본 영공을 지났으며, 에리모미사키(襟裳岬)의 동쪽 1180km 태평양에 낙하했다. 한국과 일본 정부가 크게 반발했다.
이에, 문재인 대통령은 즉시 NSC를 소집, 대응하는 무력시위를 지시했으며, 오전 9시 20분에 강원도 태백의 필승 사격장에서 F15K 4대를 동원해 MK84 폭탄 8발을 실탄 투하했다.

### 2025년
2025년 3월 6일 경기도 포천 승진과학화훈련장에서 실사격 훈련 중이던 대한민국공군 KF-16 전투기 2대가 8발의 MK-82 포탄투하과정에 사경장이 아닌 민가에 투하되는 사고가 발생했다. 관계당국의 발표에 따르면, 민간인 총 15명이 다쳤으며, 군 소유 성당과 주택 5개동, 창고 1개동, 비닐하우스 1개동도 피해를 입었다.
공군관계자의 언론브리핑에 따르면, 조종사의 육안으로 파악하는 시계비행이 아닌 임무 좌표를 장비에 입력하여 폭격하는 훈련이었고, 이 과정에 잘못된 임무표적 좌표를 입력하여 발생한 것으로 추정하고 있다.

## 같이 보기
- Mk 82
- 바빌론 작전